# Thriller - A Cruel Picture
Thriller - A Cruel Picture (Zweeds: Thriller - en grym film) is een Zweedse film uit 1973, geregisseerd door Bo Arne Vibenius, met Christina Lindberg in de hoofdrol.

## Verhaal
Een jonge vrouw wordt tot prostitutie gedwongen en verslaafd gemaakt aan heroïne door de pooier Tony, en neemt daarvoor later wraak op allen die haar kwaad hebben gedaan, door verschillende vaardigheden aan te leren, zoals vechten, stuntrijden en leren schieten.

## Productie
Een langlopend gerucht was dat in de scène waar Madeleines oog wordt uitgestoken door Tony, een echt lijk werd gebruikt. In interviews met Christina Lindberg werd het gerucht bevestigd. Het lichaam was van een meisje dat zelfmoord had gepleegd en de scène werd opgenomen in het ziekenhuis waar ze op dat moment lag.

## Rolverdeling
| Acteur                | Personage                                             |
| --------------------- | ----------------------------------------------------- |
| Christina Lindberg    | Madeleine / Frigga (in Engels gesproken versie)       |
| Pamela Pethö-Galantai | Jonge Madeleine / Frigga                              |
| Heinz Hopf            | Tony                                                  |
| Solveig Andersson     | Sally                                                 |
| Despina Tomazani      | Lesbische klant                                       |
| Per-Axel Arosenius    | Vader van Madeleine / Frigga (als Per Axel Arosenius) |
| Gunnel Wadner         | Moeder Madeleine / Frigga                             |
| Björn Kristiansson    |                                                       |

## Belang
Hoofdrolactrice Christina Lindberg werd een icoon dankzij haar afgedekte linkeroog. Dit personage zou Quentin Tarantino hebben geïnspireerd voor het personage Elle Driver in Kill Bill (2003-2004). Vanwege haar diverse gruwelijke, al dan niet seksgetinte scènes, werd de film in Finland verboden. In andere landen werd zij vertraagd en/of verkort uitgebracht. Hierdoor werd het een cultfilm.